# Hatfield and the North (album)
Hatfield and the North is een album uit 1974 van de Britse progressieve-rockband Hatfield and the North. 

## Inleiding
Het is het eerste album van de band, die in 1973 opgericht werd door musici die al hun sporen verdiend hadden binnen de Canterbury scene. Ze waren nog op zoek naar een eigen stijl. Dat was zowel een voor- als nadeel. In 2021 constateerde Arne van Os van den Abeelen dat deze charmes van het album ook in dat jaar voor een genietbaar album zorgden. Opnamen vonden plaats in de Manor Studios van Virginbaas Richard Branson.

## Musici
- Richard Sinclair: bas, zang
- Phil Miller: gitaar
- Pip Pyle: drums
- Dave Stewart: orgel, piano en toongenerator

Gastoptredens:
- The Northettes (Barbara Gaskin, Amanda Parsons en Ann Rosenthal) - achtergrondzang
- Geoff Leigh: saxofoon en fluit
- Jeremy Baines - pixiephone
- Robert Wyatt: zang op "Calyx"

## Muziek
| Nr. | Titel                                                  | Duur  |
| --- | ------------------------------------------------------ | ----- |
| 1.  | The Stubbs Effect (Pip Pyle)                           | 0:22  |
| 2.  | Big Jobs (Poo Poo Extract) (Richard Sinclair)          | 0:36  |
| 3.  | Going Up to People and Tinkling (Dave Stewart)         | 2:25  |
| 4.  | Calyx (Phil Miller)                                    | 2:45  |
| 5.  | Son of "There's No Place like Homerton" (Dave Stewart) | 10:10 |
| 6.  | Aigrette (Phil Miller)                                 | 1:37  |
| 7.  | Rifferama (Richard Sinclair, arr. The North)           | 2:56  |

| Nr. | Titel                                                       | Duur |
| --- | ----------------------------------------------------------- | ---- |
| 1.  | Fol de Rol (Richard Sinclair)                               | 3:07 |
| 2.  | Shaving is Boring (Pip Pyle)                                | 8:45 |
| 3.  | Licks for the Ladies (Richard Sinclair)                     | 2:27 |
| 4.  | Bossa Nochance (Richard Sinclair)                           | 0:40 |
| 5.  | Big Jobs No. 2 (by Poo and the Wee Wees) (Richard Sinclair) | 2:14 |
| 6.  | Lobster in Cleavage Probe (Dave Stewart)                    | 3:57 |
| 7.  | Gigantic Land-Crabs in Earth Takeover Bid (Dave Stewart)    | 3:21 |
| 8.  | The Other Stubbs Effect (Pip Pyle)                          | 0:38 |

De compact disc versie uit de jaren tachtig bevat twee extra tracks: Let's Eat (Real Soon) van Sinclair en Pyle en Fitter stoke Has a Bath van Pyle)

## Promotie
De band gaf al vanaf de oprichting promotieconcerten waarvoor het ook Nederland aandeed. Waar het in Engeland en Frankrijk al in grotere zalen speelde, bleef het in Nederland beperkt tot kleine poptempels zoals Pinnokkio in Haaksbergen en VERA in Groningen. Daarbij werd geconstateerd dat Hatfield and the North toch voornamelijk op Caravan leek, maar dan ongestructureerder en (daardoor) pretentieuzer. In het dankwoord staat dan ook vermeld Henk Weltevreden (Dutch tours and encouragement.

## Hoes
De hoesontwerper van het album was Laurie Lewis, die een panoramafoto van Reykjavik (staande voor het noorden), waarbij hij de dreigende lucht combineerde met een fresco van Luca Signorelli in de Cathedraal van Orvieto. Op de binnenhoes zijn de musici afgebeeld (onder meer Wyatt in zijn rolstoel) in een collage met personages uit Bonanza en een foto van Jacques Henri Lartigue over een man die een hond in de lucht gooit. 